# Madonna Incaldana
La Madonna Incaldana (anche detta Madonna del Belvedere o La Prodigiosa) è un antico dipinto su tavola in stile bizantino, ubicato nel Santuario di Maria Santissima Incaldana della città di Mondragone, in provincia di Caserta.
È venerata dalla Chiesa cattolica ed è considerata la patrona della città di Mondragone.

## Storia e leggenda
Non si conosce né il periodo in cui venne creato né da chi fu dipinto. Venne probabilmente realizzato nel XIV secolo da uno dei monaci che in quel tempo stavano colonizzando i monti locali.
Infatti, probabilmente sin dalle origini, il dipinto venne custodito all'interno della chiesetta del Belvedere, un piccolo edificio di culto costruito intorno al XIII secolo e situato alle falde di un rilievo montuoso. In questo periodo, l'icona sacra divenne nota sotto il nome di "Madonna del Belvedere".
Questi luoghi situati lungo le coste marine, così come lo era quella che poi divenne Mondragone, erano a quel tempo facile preda delle scorribande dei pirati ottomani. È per questo che nell'antico Regno di Napoli venne costituito un sistema difensivo di torri costiere, proprio per arginare e contrastare queste incursioni.
Secondo la tradizione, durante uno di questi attacchi, gli invasori avrebbero appiccato un incendio in quell'antico santuario retto sin dal XVI secolo dai Padri Carmelitani. Nell'incendio venne arsa alle fondamenta quasi totalmente l'antica chiesetta, ma a salvarsi illeso, inaspettatamente e "miracolosamente", fu proprio quel dipinto raffigurante la Madonna. L'icona fu ritrovata qualche tempo dopo l'incendio da una pastorella, la quale si era trovata a pascolare le sue pecore lì vicino. Fu probabilmente da questo evento che l'icona prese anche il nome di "La Prodigiosa".
Nel 1624, tuttavia, sotto la costante minaccia di attacchi e la posizione rurale in cui si trovava la chiesetta, spinsero i rettori ad abbandonarla e spostarsi nei centri abitati. Così, dopo l'abbandono dell'edificio di culto, si narra che l'icona fosse divenuta oggetto di una contesa tra i paesi limitrofi alla chiesetta e che ne rivendicavano il possesso. Scoppiata la lite tra le popolazioni, alla fine si decise di risolverla collocando il quadro su un carro trainato da una coppia di buoi e di affidarsi alla sorte, lasciando liberi i bovini senza guida alcuna e di far scegliere loro il luogo dove collocare il sacro dipinto. Liberati gli animali, questi imboccarono la strada per Mondragone e vi si diressero. Lungo la strada si fermarono nella zona dell'Incaldana, dalla quale prese il nome l'icona: infatti, questi luoghi sono ricchi di sorgenti d'acqua sulfurea e per questo soprannominato Incaldana (in caldana). In questa zona, all'incrocio della strada che attualmente porta alla cava di pietra, i buoi si accasciarono e morirono.
A seguito di questo evento, la popolazione locale dovette pensare che si trattasse di un segnale con il quale la Madonna stessa avesse voluto indicare il luogo dove avrebbe preferito dimorare.
L'icona, quindi, giunta a Mondragone, venne collocata all'interno della Chiesa Madre e collegiata di San Giovanni Battista, un importante edificio di culto costruito dalla famiglia Carafa nel XVI secolo. Quest'ultimo, proprio per questa illustre presenza, diverrà noto come Santuario di Maria Santissima Incaldana. Ancora oggi l'icona è custodita in questo luogo.
Per tradizione, si dice che i due buoi, che per l'appunto eseguirono il trasporto dell'icona dalla Chiesetta del Belvedere a Mondragone, vennero sepolti proprio sotto il sagrato del Santuario dell'Incaldana.
Inoltre, nel luogo in cui si fermarono gli animali, venne fatta erigere una cappella, tutt'oggi esistente. Mentre nel posto preciso dove si fermò la processione che raccolse il dipinto e sulla pietra dove venne appoggiato quest'ultimo, fu posta a ricordo una croce di ferro che vi rimase visibile fino a poco prima della Seconda Guerra Mondiale.

## Descrizione
La cosiddetta "Madonna Incaldana" è un dipinto risalente probabilmente al XIV secolo e si presenta come un'opera in tipico stile bizantino, vista l'assenza di plasticità e di naturalismo, con immagini stilizzate, piatte, bidimensionali e dal forte carattere religioso.
L'icona sacra è un manufatto pittorico realizzato su di una tavola di legno e rappresenta una tipica raffigurazione della Madonna col Bambino. Le due figure umane occupano tutta la zona centrale del quadro.
La figura di Maria è rappresentata in posizione frontale, seduta, e si presenta ricoperta dalla testa ai piedi da un abito di colore blu scuro, il quale la ricopre totalmente e lascia intravedere di lei solamente il volto, le mani e il seno destro. Al disotto di quest'abito si intravede un'altra veste di colore rosso, di una tonalità simile al borgogna; quest'ultima, della quale si vede solamente la manica e una porzione triangolare alla base del collo, è ulteriormente decirata ai polsi e al collo da una banda di colore verdognolo e rifinita ai bordi superiore inferiore da due file di puntini bianchi. Il viso è stilizzata e di forma tondeggiante, con occhi molto grandi e profondi, con labbra piccole e con naso diritto e sottile. La testa, ricoperta dalla cuffia dell'abito blu, è cinta da una corona d'oro ed è centrata in un'aureola dorata bidimensionale (essa, infatti, appare come una circonferenza). Infine, con le due dita (indice e medio) della mano sinistra porge il seno destro alla bocca del figlio Gesù, che ella tiene seduto in grembo e lo sorregge col braccio e la mano destra. Le due mani della Madonna sono rappresente "benedicenti". La figura totale di Maria è visibilmente sproporzionata, in quanto gli arti superiori sono troppo piccoli rispetto al resto del corpo, mentre la testa, al contrario, è molto più grande; inoltre, il seno scoperto è situato in posizione troppo centrale, quasi in zona sternale.
Gesù, invece, è rivolto verso destra, inquadrato di tre quarti ma privo di proporzione e profondità. È vestito con un abito colorato in una tinta tendente al marrone, ricamato ai polsi e al collo da una fila di punti bianchi, simili a perle. Gesù, poi, è avvolto da ulteriore abito, simile a una tunica di colore verdastra-marroncina, e dal quale fuoriesce una sottoveste, probabilmente facente parte al primo abito. Le parti scoperte del Bambino sono la testa, le mani e il piede sinistro nudo. I capelli sono marroni e ricci, gli occhi grandi, il naso diritto e sottile, l'orecchio destro è l'unico visibile ed è piatto, pieno e privo di tutte quelle curvature e cavità naturali. La bocca è piccola e al suo labbro inferiore è poggiato il capezzolo del seno materno. Poi, la testa è centrata in un'aureola dorata e attraversata da una banda trasversale di colore arancio. Infine, la mano destra è attaccata al petto e in modalità benedicente, mentre l'altra è vicina a quella sinistra materna e presenta il pollice e l'indice aperti e le altre tre dita piegate nel palmo.
Entrambe le figure hanno sui loro capi due corone metalliche d'oro e pietre preziose, dono dei fedeli, ma in origine solo Maria aveva dipinta la corona, ancora oggi visibile sotto quella di metallo.
Sullo sfondo color bruno, è possibile intravedere in basso una specie di pavimento a quadri e, ai lati del volto di Maria, scritto con lettere greche le parole "ΜΡ" e "ΘΥ", che sono un'abbreviazione di "Μήτηρ (του) Θεοῦ" (letteralmente "Madre di Dio", e rappresentante il titolo mariano "Θεοτόκος, Theotókos").

## Culto
La sacra icona, incorniciata con una spessa e vistosa cornice in argento, è custodita nel Santuario di Maria Santissima Incaldana (chiamato comunemente Vescovado), nella cappella in fondo alla navata di destra, in una teca di vetro incastonata nella parete sopra un altare.
Il dipinto viene esposto solennemente durante la ricorrenza di Pasqua ed in questo periodo il quadro viene tolto dalla custodia nella cappella di destra, per essere esposto nella navata centrale della chiesa tutta la settimana. Prima di questa settimana vengono installate le "luminarie" nelle vie principali, nelle piazze e sulla facciata del santuario di Maria Santissima Incaldana, poiché il martedì dopo Pasqua è la festa della Madonna (festa cittadina) e nel paese si festeggia per tutta la settimana con vari eventi. Durante questa settimana è usuale per i fedeli che si recano al santuario, dopo la messa, uscire senza dare le spalle al quadro della Madonna. Alla fine della settimana il quadro viene ricollocato nella sua cappella e i fedeli sono soliti baciare il quadro durante lo spostamento.
Ogni Lunedì dell'Angelo (Pasquetta) una copia del dipinto della Madonna Incaldana viene portato dal Santuario del Belvedere al Vescovado, in una processione che ricorda la tradizionale leggenda. Infatti, il quadro è posto su un carro con due grossi buoi bianchi, in ricordo dei due animali che trasportarono l'icona fino a Mondragone.
Il dipinto originale esce dal santuario soltanto ogni venticinque anni, salvo eventi straordinari, ed è portato solennemente in processione a spalla per la città di Mondragone.

## Curiosità

Francobollo emesso nel 2006 raffigurante la Madonna Incaldana.

### Il francobollo
Il 1º aprile 2006 venne comunicato dalle Poste italiane l'emissione di un francobollo raffigurante proprio la Madonna Incaldana. Francobollo ordinario, esso è appartenente alla serie tematica "Il Patrimonio Artistico e Culturale Italiano". Le dimensioni sono le seguenti: 40×48 mm (formato carta), 36×44 mm (formato stampa), 13×13¼ (dentellatura). La tiratura è stata di 3.500.000 esemplari; con il formato foglio di tiratura 25.000 esemplari e del valore di 11,25 €.
La vignetta riproduce l'icona sacra con intorno ad essa le leggende "Maria Santissima Incaldana e "Santuario di Mondragone", la scritta" Italia" in basso a sinistra ed il valore "€ 0,45" in basso a destra.

### L'"altra" Madonna Incaldana
La celebre Madonna Incaldana, protettrice della città di Mondragone, tuttavia, è anche nota per essere "mutata nel tempo".
Infatti, sino agli Anni '50 del XX secolo nel Santuario di Maria Santissima Incaldana venne venerata una diversa immagine della Madonna, sicuramente più "moderna", per molti versi meno interessante da un punto di vista storico-artistico.
Essa rassomigliava ad una delle tante "Madonna col Bambino" facenti parte della tradizionale storia dell'arte italiana. Ma i lavori di restauro portarono alla scoperta di un "dipinto nel dipinto": infatti, sotto il primo strato di pittura venne scoperta e ritrovata l'autentica e antica immagine della Madonna di Mondragone (e che, restaurata, è quella che si vede oggi, così come in passato).
Secondo il mons. Riccardo Luberto, all'epoca parroco-rettore del Santuario, probabilmente l'antica immagine venne protetta proprio dall'altro dipinto successivo.